# Rijksbanier Zwart-Rood-Goud

Vlag van de Rijksbanier (2013)

De Rijksbanier Zwart-Rood-Goud, Bond van Duitse Oorlogsveteranen en Republikeinen (Duits: Reichsbanner Schwarz-Rot-Gold, Bund deutscher Kriegsteilnehmer und Republikaner, kortweg Reichsbanner), was een Duitse organisatie ten tijde van de Weimarrepubliek ter verdediging van de republiek tegen haar vijanden. Hoewel het lidmaatschap van de Rijksbanier openstond voor alle Duitsers, werd de organisatie gedomineerd door leden van de Sociaaldemocratische Partij van Duitsland (Sozialdemokratische Partei Deutschlands).
In 1953 werd de organisatie heropgericht, als Rijksbanier Zwart-Rood-Goud - Bond van Actieve Democraten. Deze vereniging is echter geen paramilitaire organisatie maar heeft als doel de politieke vorming: ze organiseert bijeenkomsten en bezoekt scholen om over de verdediging van de democratie te praten.
De naam is afgeleid van de driekleur van Duitsland. Tegenstanders van de republiek maakten veelal gebruik van de monarchistische vlag met de kleuren zwart, wit en rood.

## Geschiedenis

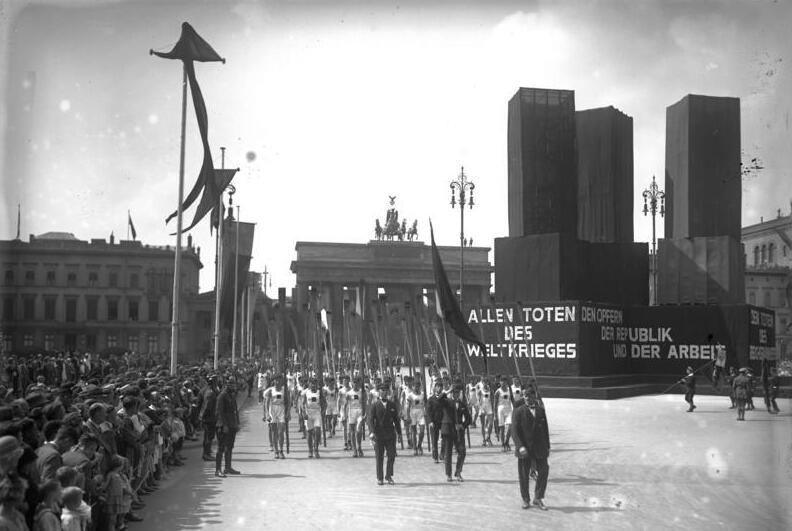
Omtocht van de Rijksbanier op 11 augustus 1929 in Berlijn, op de dag van de grondwet

De Rijksbanier werd op 22 februari 1924 opgericht door leden van de Sociaaldemocratische Partij van Duitsland (Sozialdemokratische Partei Deutschlands), de Duitse Centrumpartij (Deutsche Zentrumspartei), de Duitse Democratische Partij (Deutsche Demokratische Partei) en van enkele vakbonden. Doel van de Rijksbanier was een tegenwicht te vormen voor de rechtse, antirepublikeinse en ook antidemocratische organisaties als de Stahlhelm, de SA, maar ook als tegenwicht voor de extreemlinkse, door de Communistische Partij van Duitsland gedomineerde Rote Frontkämpferbund. De Rijksbanier werd in 1931 door voorzitter Otto Hörsing omschreven als een "boven de partijen staande verdedigingsorganisatie van de republiek en de democratie strijdend tegen het hakenkruis en het Sovjetisme." De organisatie zag zich als hoeder van de erfenis van de democratische traditie van de revolutie van 1848.
Na de verkiezingswinst van de NSDAP in 1930 en de toenemende straatterreur door de SA werd besloten tot de oprichting van Stammformationen (Stafo) en Schutzformationen (Schufo) bestaande uit "actieve" leden van de Rijksbanier die de straat opgingen met vlaggen ("baniers") en vaandels om te demonstreren vóór de republiek en tegen het fascisme van de nazi's en frontkampers van de communisten. Veel Stafos en Schufos waren afkomstig uit de gelederen van de Arbeiders-, Turn- en Sportbond (Arbeiter-, Turn- und Sportbund), de Algemene Duitse Vakbond (Allgemeiner Deutscher Gewerkschaftsbund) en het sociaaldemocratische IJzeren Front (Eiserne Front). In het voorjaar van 1931 telde de Rijksbanier 250.000 Stufos. De Stufos raakten regelmatig slaags met SA-mannen en communistische frontkampers.
Na de machtsovername van de nazi's in januari 1933 bleek al snel de intentie van de nieuwe regering om de Rijksbanier te verbieden. Op 17 en 18 februari 1933 vond de laatste ledenvergadering van de Rijksbanier in Berlijn plaats. In maart 1933 werd de Rijksbanier verboden.

### Rijksbanierleden en het verzet
Na het verbod op de Rijksbanier werden veel van haar leidinggevende leden gearresteerd. Een aantal van hen kwam in concentratiekampen terecht of werd ter dood veroordeeld en terechtgesteld. Een niet onbelangrijk deel van de vroegere Rijksbanierleden die niet werden gearresteerd of vooralsnog uit handen van de nazi's bleven sloten zich aan bij het verzet tegen de nationaalsocialistische regering. Noemenswaardig waren de verzetsorganisaties in Berlijn die werden geleid door oud-Rijksbanierleden Theodor Haubach en Karl Heinrich alsook de uit vroegere leden van het IJzeren Front en Rijksbanier bestaande Socialistische Front (Sozialistische Front) in Hannover en een verzetsgroep geleid door Walter Schmedemann in Hamburg.

### Heroprichting
De Rijksbanier werd in 1953 opnieuw opgericht onder de naam Rijksbanier Zwart-Rood-Goud - Bond van Actieve Democraten (Reichsbanner Schwarz-Rot-Gold - Bund aktiver Demokraten e.V.). Thans telt de Bund ca. 1000 leden waaronder 500 scholieren en studenten verspreid over heel Duitsland. De Rijksbanier verzorgt lezingen over de (geschiedenis van de) democratie en over gevaren van links en rechts extremisme. De vereniging heeft nauwe banden met democratische partijen maar vooral met de SPD.

## Voorzitters
| Persoon         | periode                             | partij |
| --------------- | ----------------------------------- | ------ |
| Otto Hörsing    | 22 februari 1924 - 16 december 1931 | SPD    |
| Karl Höltermann | 16 december 1931 - maart 1933       | SPD    |

## Leden
Van meet af aan werd de Rijksbanier gedomineerd door de SPD. Er wordt geschat dat in de jaren 30 90% van de leden van de Rijksbanier lid waren van de SPD. Tegenwoordig zijn de meeste Rijksbanierleden, voor zover ze lid van een partij zijn, eveneens SPD-leden (meestal van de rechtervleugel).

### Prominente leden
SPD-leden
- Horst W. Baerensprung
- Gustav Bauer
- Fritz Bauer
- August Berger
- Eduard Bernstein
- Otto Braun
- Karl Bröger
- Erich Deppermann
- Gustav Ferl
- Emil Fuchs
- Paul Gerlach
- Erich Gniffke
- Theodor Haubach
- Konrad Haenisch
- Karl Heinrich
- Wilhelm Hoegner
- Karl Höltermann
- Otto Hörsing
- Heinrich Kloppers
- Waldemar von Knoeringen
- Walter Kolb
- Heinz Kühn
- Julius Leber
- Paul Löbe
- Ludwig Philipp Lude
- Carlo Mierendorff
- Hermann Müller
- Erich Ollenhauer
- Philipp Scheidemann
- Walter Schmedemann
- Albert Schulz
- Kurt Schumacher
- Heinrich Steinfeldt
- Johannes Stelling
- Otto Wels
- Ernst Wille
- Willi Wittrock
- Georg August Zinn
- Hans Venedey

Centrum-leden
- Friedrich Dessauer
- Konstantin Fehrenbach
- Heinrich Hirtsiefer
- Heinrich Krone
- Hubertus Prinz zu Löwenstein-Wertheim-Freudenberg
- Herbert Scholtissek
- Carl Spiecker
- Joseph Wirth

DDP-leden
- Wilhelm Abegg
- Thomas Dehler
- Berthold von Deimling
- Ferdinand Friedensburg
- Theodor Heuss
- Erich Koch-Weser
- Ernst Lemmer
- Adolf Neumann-Hofer
- Wilhelm Nowack
- Otto Nuschke
- Hugo Preuß
- Paul von Schoenaich